# Lovedrive
Lovedrive ist das sechste Studio-Album der deutschen Hard-Rock-Band Scorpions, das Ende Februar 1979 veröffentlicht wurde. Es ist die erste Langspielplatte der Gruppe mit dem Gitarristen Matthias Jabs, nach dem Abschied von Uli Jon Roth. Jabs prägt bis heute als Lead-Gitarrist entscheidend den Stil der Band und tritt hin und wieder auch als Komponist auf. Er wurde hier jedoch auf drei der acht Songs (laut offiziellen Angaben drei, inoffiziell sollen es, zusätzlich durch Loving You Sunday Morning, vier Lieder sein) durch den ehemaligen Scorpions- und UFO-Lead-Gitarristen Michael Schenker ersetzt, der während der Aufnahmen der Platte und der anschließenden Tournee, zwischenzeitlich wieder Mitglied der Gruppe war. Die Scheibe enthält zahlreiche Live-Klassiker der Band und gehört zu ihren beliebtesten Werken, sowohl bei den Fans als auch für die Gruppe selbst. Mit Coast to Coast enthält es den zweiten und bis heute letzten Instrumentaltitel auf einem ihrer Studioalben.

## Entstehung, Merkmale und Bedeutung

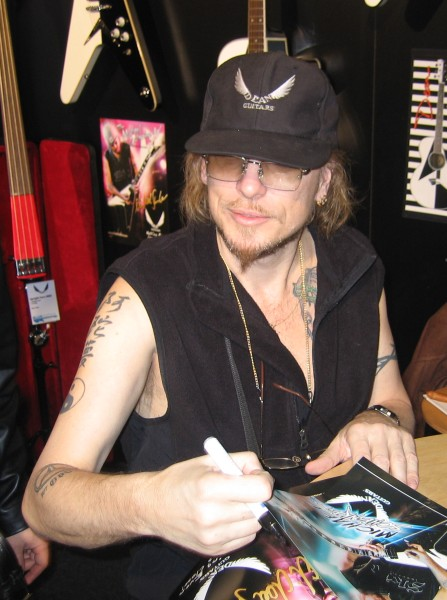
Michael Schenker spielte im Wechsel mit Matthias Jabs die Lead-Gitarrenparts auf dem Album ein (Foto von 2005)

### Produktionsgeschichte
Nachdem Uli Jon Roth die Band nach der Scorpions-Tournee im April 1978 durch Japan verlassen hatte, musste die Gruppe zunächst einen neuen Leadgitarristen finden. So wurde im Melody Maker eine Anzeige mit den Worten „Suchen Heavy-Gitarristen für weltweite Aktivitäten“ geschaltet, auf die sich mehr als 140 Gitarristen bewarben. Einer dieser Kandidaten war der Hannoveraner Matthias Jabs, der schließlich von der Gruppe als neues Bandmitglied angestellt und im Sommer 1978 beim Summertime Festival als neuer Gitarrist vorgestellt wurde. „In der neuen Konstellation waren die Songs plötzlich nicht mehr so stark auf den Sologitarristen zugeschnitten und klangen dadurch deutlich bandorientierter“, beschreibt Rudolf Schenker das damalige Gruppengefühl. „Das brachte uns einen großen Schritt vorwärts. Lovedrive zeichnet ein insgesamt sehr genaues Bild der Band in jener Phase. Das Album ist in seiner Gesamtheit unglaublich stark, obwohl es keinen Top 20 Hit besaß.“ Inmitten der laufenden Produktion erschien Schenkers jüngerer Bruder Michael Schenker, der bereits Lead-Gitarrist auf dem Scorpions-Debüt-Album Lonesome Crow (1972) war, und spielte schließlich auf drei der acht Songs die Sologitarre (inoffiziell sollen es, zusätzlich von Loving You Sunday Morning, vier Lieder sein) anstelle von Matthias Jabs (Michael verließ 1973 die Scorpions um bei der englischen Band UFO einzusteigen, der er 1978 jedoch den Rücken zukehrte). Beim Start der Deutschlandtournee im Februar 1979 wurde Michael Schenker sogar als neues altes Bandmitglied bekannt gegeben. Jedoch verzichtete die Band nur ungern auf die Leistung von Jabs. „Ich war natürlich enttäuscht, andererseits konnte ich diese Entscheidung verstehen, da Michael und Rudolf eben Brüder sind“, kommentiert Jabs seine Emotionen zu jener Zeit. Doch gab Michael Schenker noch während dieser laufenden Europa-Tournee seinen erneuten Ausstieg, nach nur 26 Konzerten, aus der Gruppe bekannt, weshalb Jabs schließlich fester Sologitarrist der Band wurde. „Michael ist mehr ein Einzelkämpfer, das macht den Umgang mit ihm nicht immer ganz leicht“, kommentiert Michaels Bruder die Situation, „Er war auf Dauer einfach nicht Scorpions-fähig.“

### Musikalischer Stil
Die Auswechselung des Lead-Gitarristen Uli Jon Roth nach den Tokyo Tapes (1978) durch Matthias Jabs macht sich deutlich im Gitarrenstil dieses Albums bemerkbar. Dies liegt zum einen in den deutlich unterschiedlichen Spielstilen der beiden Musiker Jabs und Roth sowie mit Sicherheit auch in den unterschiedlichen musikalischen Vorbildern der beiden begründet. Da Roth sowohl als Songwriter als auch als Lead-Gitarrist, mit teilweisem Gesang seiner eigenen Kompositionen, innerhalb der musikalischen Chemie der Band sehr dominant gewesen ist, so ist dieser Personalaustausch vom ersten Lied an deutlich spürbar. Jabs’ Gitarrenstil ist wesentlich melodiöser als der von Roth, was sich im musikalischen Stil der Gruppe niederschlägt. Dies macht sich besonders bei Songs wie Always Somewhere bemerkbar. Obwohl bei einigen der hier vertretenen Liedern Michael Schenker statt Jabs zu hören ist, so ist dieser Unterschied hingegen wesentlich weniger offensichtlich. Vielmehr wirkt das gesamte Album hinsichtlich der unterschiedlichen Saitenbesetzung hier eher wie an einem Stück geradezu konzertartig hintereinander produziert. Die turbulente Besetzungskrise, die mit den Aufnahmen dieses Albums verbunden war, ist dem Album schwer oder gar nicht anzumerken.

### Songwriting und Merkmale der Texte
Was die Autoren der einzelnen Titel betrifft, so kristallisieren sich hier die drei Hauptautoren für die nächsten rund 15 Jahre deutlich heraus: Rudolf Schenker als Komponist aller Arrangements dieses Albums, die Texte hingegen stammen entweder von Klaus Meine oder Herman Rarebell bzw. von Meine und Rarebell gemeinsam (genauere Angaben zu den einzelnen Autoren: siehe „Titelliste“ hier unten rechts). Aus dem Albumtitel Lovedrive entwickelt sich durch viele der Texte ein „Teilkonzept“, da sehr viele Lieder tatsächlich von der Liebe handeln. Das letzte Lied Holiday kann aufgrund des Textes dabei als eine Art „Einladung“ zu dieser „Liebesfahrt“ verstanden werden. Ob diese Interpretation von der Band beabsichtigt wurde, ist jedoch nicht bekannt.

### Albumcover
Auch zum Album Lovedrive existieren zwei unterschiedliche Covermotive. Das originale Bild zeigt einen Mann und eine Frau in Abendgarderobe auf dem Rücksitz einer Limousine. Der Mann hat der Frau augenscheinlich an die entblößte Brust gegriffen. Die Brust und die Hand des Mannes sind durch ein großes rosafarbenes Stück Kaugummi verbunden, das sich diagonal durch das Bild zieht. Dieses Bild wurde von Storm Thorgerson und dessen Designfirma Hipgnosis gestaltet. Auch dieses Motiv war der Auslöser für einige Kontroversen und wurde daher für manche Veröffentlichungen durch ein deutlich simpleres Artwork ersetzt, welches einen blauen Skorpion vor einem schwarzen Hintergrund auf dem Scorpions-Logo „sitzend“ zeigt.

### Tournee
Bei der Tournee zum Album, die 1978 und 1979 stattfand, spielten die Scorpions u. a. mit AC/DC, Ted Nugent und Rainbow.

### Beachtung auf der Setlist
Die Lieder dieses Albums sind überdurchschnittlich häufig für die Setlists von Konzerten verwendet worden. Zum Beispiel wurden für das 2006 gegebene Konzert beim Wacken Open Air sechs der acht Lovedrive-Songs gespielt. Bei der dreijährigen Humanity World Tour (2007 bis 2009) wurden insgesamt von diesem Album alle Titel bis auf Can’t Get Enough vorgetragen. Zum Vergleich: Vom damals aktuellen Album, Humanity – Hour I (2007), wurden auf der gesamten Tournee sechs von zwölf Liedern gespielt. Auf der Setlist ihrer Abschiedstournee kamen mit Loving You Sunday Morning, Coast to Coast, Is There Anybody There? und Holiday die meisten Lieder von der Lovedrive-Platte, neben ebenfalls vier Songs aus dem damaligen aktuellen Album Sting in the Tail.

### Kritik, Verkauf und Auszeichnungen
Das Album markiert den für die Band wichtigen Erfolg in den USA. Der englische New Musical Express brachte die Sache mit den Worten „Diese Typen lassen Generation X wie Anfänger aussehen“ auf den Punkt. Die Stereoplay schrieb als Rezension zu dem Album: „Auf ihrem besten Album Lovedrive ziehen die Scorpions aus Hannover alle Rock-Register. Im Titelstück entfacht die Band um Sänger Klaus Meine einen gewaltigen Rock-Orkan. Is There Anybody There? imponiert durch verschleppten Rhythmus und markante Melodie. Den Glanzpunkt setzt aber die Ballade Holiday, bei der die Heavy-Rocker den weichen Kern unter der rauhen Schale bloßlegen“. Außerdem prämierte es der Melody Maker zu einem der besten Heavy Metal Alben des Jahres. Das Covermotiv wurde vom Männermagazin Playboy als gelungenstes Artwork des Jahres ausgezeichnet.
Bis heute wurden von dem Album weltweit über 4 Millionen Exemplare verkauft.

## Inhalt und Titelliste

### Loving You Sunday Morning
Mit diesem Lied, das sich durch seine schnellen Riffs und die häufigen Stimmungswandlungen sowie den z. T. außergewöhnlich melodiösen Gesangparts Meines auszeichnet, beginnt die Platte mit einer für Scorpions-Verhältnisse recht „ausgiebig“ strukturierten Nummer. Der Text handelt von der Sehnsucht eines Mannes, der aufgrund von Gesprächen mit Bekannten mit der Angst lebt, seine Angebetete zu verlieren (people tell me that I'm gonna lose you, our love will die). Im Verlauf des Liedes stellt der Mann seiner Frau die Frage, ob da etwas dran sei (so tell me is it true, right or wrong). Sollte dies der Wahrheit entsprechen, erklärt der Mann seine Bereitschaft, für seine Geliebte sein Leben zu ändern (so I will change my life), sollte er wirklich Gefahr laufen, die Frau zu verlieren. Außerdem wird in dem Titel auch die ständige Distanz thematisiert, die zwischen dem Mann und der Frau herrscht. Während der Mann sechs Tage die Woche für seine Frau arbeiten geht (working hard to get it on for you, every day and night), während er die ganze Zeit in Gedanken bei seiner Frau ist (you were on my mind love everyday) und er nun am Sonntag nach Hause kommt (I’m coming home), um seine Frau „aktiv“ (also in Gegenwart seiner Angebeteten) zu lieben (Loving you sunday morning). Laut Herman Rarebell spielte Michael Schenker einer der beiden Solos im Studio ein, jedoch bleibt ebenfalls diesen Michael Schenker-Beitrag von „Loving You Sunday Morning“ auf dem Booklet unerwähnt.

### Another Piece of Meat
In diesem auch für Scorpions-Verhältnisse recht schnellen Song erzählt der Schlagzeuger Herman Rarebell – der nicht nur den Text, sondern auch das Arrangement zusammen mit Rudolf Schenker komponierte – eine besondere Geschichte. In dem Lied beschreibt er eine junge Frau, die er in Japan – genauer in Tokio – kennenlernte (Met her down at that Tokyo place) und die ihm ihre Liebe anbot, da sie ihn als Superstar kennen würde (she told me: “You’re a star and I know you”). Eines Tages führte sie ihn zu einer Boxveranstaltung aus (next day she took me out to a rough kick boxing show), bei der sie nach immer mehr Blut schrie (she was screaming for more blood), während er diese ganze Gewalt nicht mehr aushielt (I couldn’t stand it). Die Frau erwiderte, er solle nicht so eine Show abziehen (don’t put on a show), er sei für sie „nur ein anderes Stück Fleisch“ (another piece of meat). Das Lied war die dritte und letzte Auskopplung aus dem Album.

### Always Somewhere
Auch dieses Lied beschreibt das Sehnsuchtgefühl eines Mannes. Während er sich in anderen Städten befindet (Arrive at seven the place feels good), da er Konzerte spielen muss, versucht er seine Geliebte anzurufen (I call your number), doch bei ihr ist besetzt (the line ain’t free). Er würde ihr gerne sagen, dass er sie liebt, wo immer er auch ist, und dass er zurückkommen wird, um sie erneut zu lieben (always somewhere miss you where I’ve been ..., ... I’ll be back to love you again). Ähnlich wie bei Loving You Sunday Morning werden auch hier die ständige Distanz und die Sehnsucht zwischen Mann und Frau aufgrund des Musikerdaseins des Mannes thematisiert. In dem Scorpions-Dokumentarfilm von 2015 "Forever and a Day" erzählt Klaus Meine, dass er den Text zu diesem Lied für seine Frau Gabi Meine schrieb.

### Coast to Coast
Bei diesem Stück handelt es sich (von Meines kurzem Hauchen im Mittelteil abgesehen) um die letzte Instrumentalnummer der Band, welches auf einem ihrer Studioalben veröffentlicht wurde. Es gehört seit seiner Veröffentlichung zum Liverepertoire der Gruppe, häufig greift bei diesem Lied auch Sänger Klaus Meine zur Gitarre. Mehrere Male im neuen Jahrtausend (u. a. beim Wacken Open Air 2006) spielten sie den Song mit ihrem ehemaligen Gitarristen Michael Schenker, mit dem sie das Lied auch im Studio aufnahmen. In den Titel Coast to Coast kann eine musikalische Untermalung einer „Liebesfahrt“ hineininterpretiert werden. Das Stück wurde offiziell von Rudolf Schenker komponiert. Doch, Michael Schenker äußerte sich seit ca. 2016 mehrmals in den Medien zum Thema „Lovedrive“ und betonte stets unmissverständlich, wie z. B. in der „guitar“-Zeitschrift Nr.: 195 - Ausgabe 8/2016, folgendes : „Rudolf (Schenker) hat mich darum gebeten, dass ich ihm meine geschriebenen Melodien für „Coast to Coast“ gebe. Ich habe mich zwar gewundert und konnte es auch nicht verstehen, aber ich habe eingewilligt. Angeblich hat Rudolf die ganzen Jahre „Coast to Coast“ und „Holiday“ bei jedem Auftritt gespielt. Das heißt, er hat sich diese beiden Stücke auf indirektem Wege einverleibt“. Herman Rarebell im Sentinel-Daily-Interview über „Coast to Coast“: „This is a typical Michael Schenker track; the guitar solo, the melody, most of what is on that song came from Michael“.

### Can’t Get Enough
Can’t Get Enough ist einer der kurzweiligsten Songs der gesamten Scorpions-Diskografie. Das Lied beschreibt die Leidenschaft des Autors für Rockmusik (I need sounds loud and rough), die er wie die Biene ihren Honig benötigt (like the bee the honey). Dies sei ihm wichtiger als Gold und Geld (more than gold and money). Laute und raue Musik sei der Stoff, der ihn am meisten anmacht und von dem er einfach nicht genug kriegen kann (I can’t get enough). Im späteren Verlauf des Textes wird diese Aussage nicht mehr allein auf den Sänger, sondern auf die gesamte Band projiziert (we can’t get enough).

### Is There Anybody There?
Rein musikalisch gesehen ist diese Nummer einer der musikalisch ungewöhnlichsten Scorpions-Songs, da es sich hierbei um ein etwas Reggae-artiges Arrangement handelt, der durch melodische Gesangparts unterstützt wird. Kaum ein anderer Titel der Band wurde so häufig in alternativen Versionen veröffentlicht wie Is There Anybody There?. Der Text handelt von einem Mann, der mit seinen Gefühlen nicht richtig umgehen kann und sich wünscht eine Frau zu finden, in die er sich verlieben kann.

### Lovedrive
Kurz vor Albumschluss kommt hier nun das Titelstück und die erste Single aus dem Album, in der die markante Textzeile I like to show why scorpions got a sting („Ich würde gerne zeigen, warum Skorpione einen Stachel haben“) vorkommt. Das Lied beschreibt eine „Liebesfahrt“ zwischen Mann und Frau, die auf Feuerrädern stattfindet (on wheels of fire). Hier wird mit den unterschiedlichen Bedeutungen des Wortes drive gespielt. So handelt es sich zwar einerseits um eine Fahrt (lovedrive), andererseits heißt es später im Text auch du machst mich verrückt (you DRIVE me crazy).

### Holiday
Dieses Lied bildet den melancholischen Abschluss des Albums und ist nach Always Somewhere die zweite und letzte reine Ballade auf Lovedrive. Komponiert wurde das Stück von Rudolf Schenker (Musik) und Meine (Text). Im Verlauf des Liedes fragt der Mann seine Angebetete, ob sie sich ein wenig Urlaub wünscht (you’d like a holiday). Michael Schenker äußerte sich seit ca. 2016 mehrmals live auf der Bühne sowie in den Medien zum Thema „Lovedrive“ und betonte jeweils unmissverständlich, wie z. B. in der „guitar“-Zeitschrift Nr.: 195 - Ausgabe 8/2016, folgendes: „....den Anfang von „Holiday“: Dieses etwa 45 Sekunden lange Intro, das das Stück unheimlich gut in Schwung bringt, habe ich geschrieben. Das wurde in der „Lovedrive-Story“ gar nicht erwähnt. Angeblich hat Rudolf (Schenker) die ganzen Jahre „Coast to Coast“ und „Holiday“ bei jedem Auftritt gespielt. Das heißt, er hat sich diese beiden Stücke auf indirektem Wege einverleibt.“ (Bemerkung: Ebenfalls bleibt diesen Beitrag von Michael Schenker an „Holiday“ auf der Lovedrive-Platte unerwähnt).

### Singleauskopplungen
Aus dem Album erschienen im Jahr 1979 insgesamt drei Singles: Das Titelstück Lovedrive mit Holiday als B-Seite, Is There Anybody There? zusammen mit Can’t Get Enough sowie Another Piece of Meat mit Always Somewhere als B-Seite.

## Kommerzieller Erfolg

### Chartplatzierungen
| ChartsChartplatzierungen       | Höchstplatzierung | Wochen |
| ------------------------------ | ----------------- | ------ |
| Deutschland (GfK)              | 11 (28 Wo.)       | 28     |
| Vereinigte Staaten (Billboard) | 55 (23 Wo.)       | 23     |
| Vereinigtes Königreich (OCC)   | 36 (11 Wo.)       | 11     |

### Auszeichnungen für Musikverkäufe
| Land/Region               | Auszeichnungen für Musikverkäufe (Land/Region, Auszeichnung, Verkäufe) | Verkäufe |
| ------------------------- | ---------------------------------------------------------------------- | -------- |
| Deutschland (BVMI)        | Gold                                                                   | 250.000  |
| Frankreich (SNEP)         | Gold (Harvest) · + Gold (Mercury)                                      | 200.000  |
| Vereinigte Staaten (RIAA) | Gold                                                                   | 500.000  |
| Insgesamt                 | 4× Gold ·                                                              | 950.000  |

Hauptartikel: Scorpions/Auszeichnungen für Musikverkäufe

## 50th Anniversary Deluxe Edition Bonustracks
- 9. ’Cause I Love You [Demo Version] 4:31
- 10. Holiday [Demo Version] 9:34

## Live in Japan 1979 DVD – 50th Anniversary Deluxe Edition
- 1. Intro 0:50
- 2. We’ll Burn the Sky 7:27
- 3. Lovedrive 4:48
- 4. Life’s Like a River 4:04
- 5. Fly to the Rainbow 2:28
- 6. Is There Anybody There? 4:07
- 7. Another Piece of Meat 3:15
- 8. Can’t Get Enough 6:23
- 9. Kojo No Tsuki 3:09
- 10. The Story of "Lovedrive" [Interviews mit Klaus Meine, Rudolf Schenker, Matthias Jabs und Herman Rarebell] 46:57

## Andere Songversionen und Live-Aufnahmen
Zunächst ist zu erwähnen, dass von keiner anderen Scorpions-Platte derart viele unterschiedliche Songversionen existieren, wie von Lovedrive, was ebenfalls für die Dominanz dieses Albums in der Bandgeschichte spricht. So wurde bereits auf der 1989 veröffentlichten Scorpions-Kompilation Best of Rockers N’ Ballads ein Remix des Songs Is There Anybody There? veröffentlicht, der im selben Jahr auch als einzelne Single unter der Bezeichnung Long Version auf den Markt kam.
Auf dem 1992 veröffentlichten Balladen-Remixalbum Still Loving You befanden sich neue Versionen der Titel Is There Anybody There?, Always Somewhere und Holiday. Für ihr Akustik-Projekt Acoustica veröffentlichten sie auf dem gleichnamigen Album Akustik-Versionen der Lieder Always Somewhere und Holiday. Die dazugehörige Konzert-DVD enthielt zusätzlich Loving You Sunday Morning und Is There Anybody There?.
Auf dem 1985 veröffentlichten Live-Album World Wide Live wurden Live-Aufnahmen von Loving You Sunday Morning, Coast to Coast, Holiday, Another Piece of Meat sowie einem in zwei Teile geteilten Can’t Get Enough untergebracht. Der USB-Stick A Night to Remember - Live in Essen aus dem Jahr 2009 enthält die Titel Loving You Sunday Morning, Is There Anybody There?, Holiday, Coast to Coast, Lovedrive und Another Piece of Meat (die letzten drei genannten mit Michael Schenker als Gast-Gitarristen).

## Coverversionen
- Another Piece of Meat wurde von der Michael Schenker Group (1997-Live-Version); Diary (2001); Metalium (2001) und Four Year Beard (2008) gecovert.
- Coast to Coast wurde von Disbelief (2001) und Gashead (2003) gecovert.
- Holiday wurde von Paul Shortino (2004) gecovert.
- Is There Anybody There? wurde von J.B.O. (2000-deutsche Version: Ist da irgendjemand da?) und Rough Silk (2000) gecovert.
- Lovedrive wurde von Taime Downe (2004) gecovert.
- Another Piece of Meat, Lovedrive und Coast to Coast wurden von Michael Schenker´s Temple of Rock (2011, 2012 und 2015-Live-Versionen) gecovert.